# ستيفن هيكس
ستيفن هيكس (بالإنجليزية: Steven Hicks)‏ هو شخصية أعمال أمريكي، ولد في 1950 في دالاس في الولايات المتحدة.